# Kazumi Tsubota
Kazumi Tsubota (Prefectura de Nagasaki, 23 de gener de 1956) és un futbolista japonès que disputà set partits amb la selecció japonesa.